# Zornheim

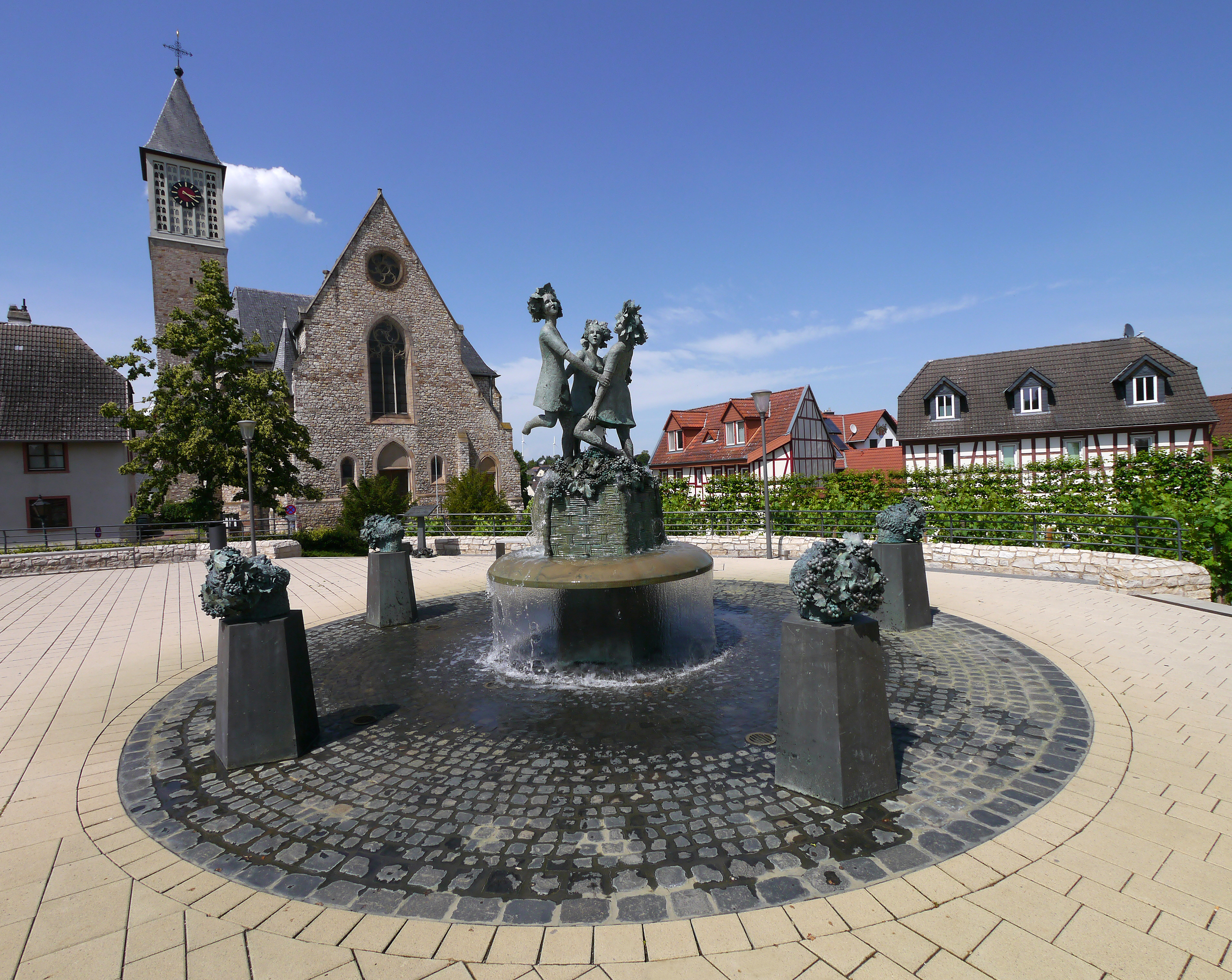
Drei Grazien Brunnen auf dem Linden-Platz in Zornheim, vor der Kirche St. Bartholomäus (2021)

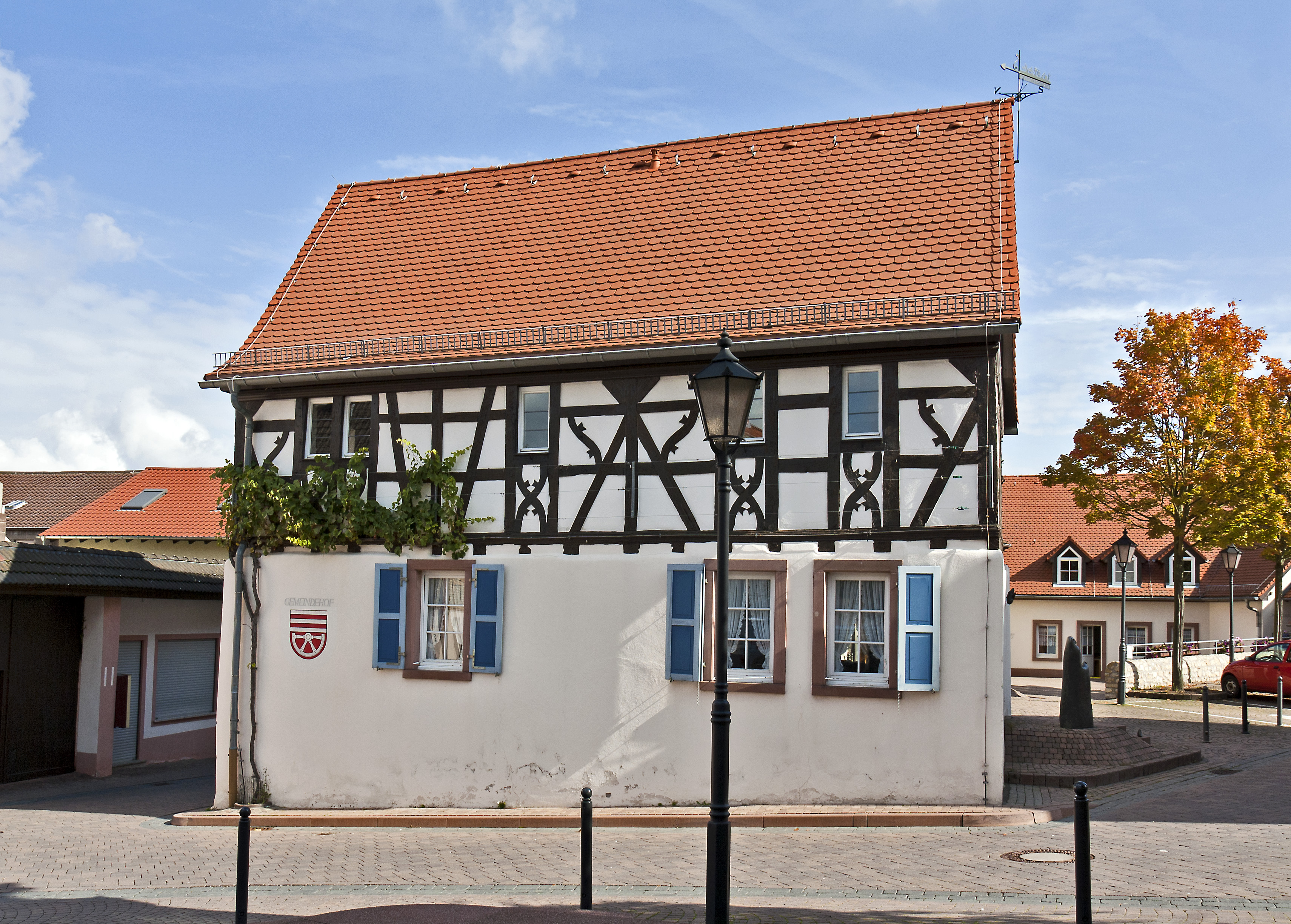
Das Rathaus in Zornheim

Die Weinbaugemeinde Zornheim liegt im Landkreis Mainz-Bingen südwestlich angrenzend an den Stadtteil Ebersheim der rheinland-pfälzischen Landeshauptstadt Mainz am Rande des Rhein-Main-Gebiets. Die Ortsgemeinde gehört seit 1973 der Verbandsgemeinde Nieder-Olm an. Sie ist durch den Weinbau stark geprägt und liegt im Weinanbaugebiet Rheinhessen.
Zahlreiche Weingüter betreiben hier seit Jahrhunderten Weinbau. Die erste urkundliche Erwähnung geht auf das Jahr 771 n. Chr. zurück.

## Geographische Lage
Zornheim liegt ca. 10 Kilometer südlich vom Mainzer Stadtzentrum entfernt. Zum Ort gehört der Wohnplatz Buchenhof.
Unmittelbare Nachbargemeinden sind neben dem nördlich gelegenen Mainz-Ebersheim im Nordwesten Nieder-Olm, im Nordosten Gau-Bischofsheim und Harxheim, im Osten Mommenheim, im Süden Hahnheim und im Westen Sörgenloch. Eine weitere größere Stadt in der Nähe ist das ca. 20 Kilometer südwestlich von Zornheim gelegene Alzey. Südlich von Zornheim fließt zudem die Selz.

## Geschichte

### Zornheim bis 1960
Die Entstehung Zornheims reicht weit in die Frühgeschichte zurück, wie Funde aus der Jungstein-, Bronze-, Eisen- und Römerzeit beweisen. Der erste schriftliche Beweis über Zornheim stammt aus dem Jahre 771 und ist in einer Schenkungsurkunde an das Kloster Fulda belegt. Da es sich bei dieser Schenkung um zwei Weinberge handelt, weiß man, dass hier schon damals Weinbau betrieben wurde.
Vom 8. bis zum 12. Jahrhundert hatte neben verschiedenen Mainzer Klöstern das Stift St. Alban vor Mainz den bedeutendsten Besitz in Zornheim. Nachdem um 1220 die Herren von Bolanden an die Seitenlinie der Herren von Hohenfels die Hoheitsrechte über Zornheim übertragen hatten, verkauften dessen Lehnsleute mit Zustimmung Hermanns II. von Hohenfels Dorf und Gericht Zornheim an das Mainzer Kloster Sankt Klara. In der Verkaufsurkunde, die am 9. Juni 1329 in Oppenheim ausgestellt wurde, ist der Kaufpreis von 200 Pfund Heller genannt.
Von nun an besaßen 250 Jahre lang Äbtissin und Konvent zu Sankt Klara nicht nur einen umfangreichen Grundbesitz in der Zornheimer Gemarkung, sondern auch die unmittelbare Herrschaft über den Ort. Diese hätte möglicherweise noch länger gedauert, wenn nicht die Angst vor einem Zugriff der immer mächtiger werdenden Kurpfalz gewesen wäre.
Deshalb übertrug die damalige Äbtissin des Klarakloster, Ursula Steinhauserin von Neidenfels, am 2. September 1578 alle Gewalt über Zornheim an den Mainzer Kurfürsten und Erzbischof Daniel Brendel von Homburg, während der Grundbesitz dem Kloster bis zu seiner Auflösung im Jahre 1781 verblieb. Dieser wurde am 12. November 1781 dem Mainzer Universitätsfonds übergeben. Um 1651 kam Johann Jordans als Pfarrer nach Zornheim, wo er 1666 an der Pest starb. Er war Benediktiner, stammte aus der Abtei Deutz und amtierte von 1622 bis zu seiner gewaltsamen Vertreibung 1650 als letzter Abt des Klosters Limburg bei Bad Dürkheim. Das Dorf wurde 1691 wie viele andere Gemeinden während des Pfälzischen Erbfolgekrieges niedergebrannt.
In den Jahren 1798 bis 1814, während der Franzosenzeit, gehörte Zornheim zum Département du Mont-Tonnerre; weltliche Herren regierten. Nach Napoleons Ende und dem Wiener Kongress kam Zornheim 1816 zur Provinz Rheinhessen des Großherzogtums Hessen(-Darmstadt) und gehörte zum Kreis Mainz.
Für die weitere Entwicklung des Dorfes wurden am Ende des 19. und zu Beginn des 20. Jahrhunderts wichtige Maßnahmen durchgeführt. Im Jahre 1887 wurde ein zweiklassiges Schulgebäude mit zwei Lehrerwohnungen gebaut und von 1894 bis 1895 die heutige Pfarrkirche. Die Kreisstraße Ebersheim-Zornheim-Wahlheimerhof wurde von 1898 bis 1901 gebaut.
Die Erschließung eines Quellgebietes, der Bau eines Wasserbehälters und die Verlegung der Wasserleitung erfolgten von 1900 bis 1902. Mit elektrischem Strom wurde Zornheim 1912/13 versehen und 1914 das Schwesternhaus mit einer Kinderschule gebaut.
Nach dem Zweiten Weltkrieg gehörte die Gemeinde zur französischen Besatzungszone und kam 1946 zu dem neugebildeten Land Rheinland-Pfalz. 1947 wurde durch den freiwilligen Arbeitseinsatz vieler Zornheimer Bürger der Friedhof erweitert und ein Teil der Friedhofsmauer errichtet. Einen Beitrag zur Linderung der Flüchtlingsnot lieferten 1950 die kirchliche und bürgerliche Gemeinde durch den Umbau der ehemaligen Pfarrscheune zu drei Wohnungen. 1954 wurde wegen gewachsener Schülerzahlen ein dritter Schulsaal gebaut. Nach dem Neubau der Grundschule diente dieses Haus dann bis zur Einweihung des Evangelischen Gemeindezentrums (1988) den evangelischen Christen als Versammlungsraum.
Der Kirchturm der katholischen Pfarrkirche wurde 1955/56 auf 43 Meter erhöht. Das aus vier Glocken bestehende Geläut ist weit hinaus zu hören.
Als nach der Währungsreform 1948 immer mehr Bauern ihren Betrieb nicht mehr hauptberuflich bewirtschaften konnten, modernisierten und vergrößerten die noch verbliebenen Winzer und Landwirte ihre Betriebe. Gleichzeitig wurden in den folgenden Jahren abschnittsweise Ackerflurbereinigungen und Weinbergsumlegungen durchgeführt. Den Höhepunkt bildete zum Abschluss des Umlegungsverfahrens „Dechenberg“ die Einweihung des ersten Weinlehrpfades im Landkreis Mainz-Bingen am 30. Juni 1979.

### Zornheim von 1960 bis heute
Die letzten Jahrzehnte der Ortsgeschichte waren geprägt von einer Entwicklung, die die Einwohnerzahl von ca. 1000 auf über 4000 im Jahr 2016 anwachsen ließ.
Ab 1962 wurden die Neubaugebiete Niedernberg-Weidenweg, Südstraße, Kappel, Banggarten, Obere Pfortengewann und Elfmorgen erschlossen und bebaut. 1963 Fertigstellung der Schule und des Lehrerwohnhauses an der Hahnheimer Straße. Von 1962 bis 1967 wurde das gesamte Dorf kanalisiert, das Wasserleitungsnetz erneuert, alle Straßen asphaltiert, eine Kläranlage errichtet und ein Kinderspielplatz geschaffen. Im Jahre 1966 beteiligte sich Zornheim erstmals am Wettbewerb „Unser Dorf soll schöner werden“ und wurde dabei in der Hauptklasse Kreis- und Bezirkssieger.
Im Oktober 1967 wurde die neue Kreisstraße Zornheim–Mommenheim dem Verkehr übergeben. Im selben Jahr wurde Zornheim mit einem Ehrenpreis in Bronze ausgezeichnet, als es bis zum Landeswettbewerb „Unser Dorf soll schöner werden“ vorstieß. In den 1970er Jahren folgten weitere Auszeichnungen dieser Art. 1968 wurde ein neues Rathaus im Ortsmittelpunkt der Gemeinde errichtet. Zur Verbesserung der Wasserversorgung wurde 1969 ein zweiter Wasserbehälter mit 400 Kubikmeter Fassungsvermögen in Betrieb genommen. Im Jahre 1970 wurde eine moderne Friedhofskapelle eingeweiht. 1971 baute die Freiwillige Feuerwehr in Eigenleistung ein neues Feuerwehrhaus.
Im Oktober 1971 wurde Zornheim an das städtische Verkehrsnetz der Landeshauptstadt Mainz angeschlossen; im Dezember wurde ein vierklassiger Kindergarten eingeweiht, 1975 folgte ein weiterer Kindergarten in Zornheim-Nord.
Im Zuge der Gebietsreform kam Zornheim am 1. Januar 1973 zur neugebildeten Verbandsgemeinde Nieder-Olm.
Im selben Jahr wurde mit der Erschließung und Bebauung des Neubaugebietes Zornheim-Nord begonnen. Um einen gleichmäßigen Wasserdruck auch in den höhergelegenen Wohnbezirken zu erreichen, wurde im Juli 1975 eine Druckerhöhungsanlage in Betrieb genommen. Seit Beginn des Jahres 1979 liegt die Verantwortung für die Wasserversorgung beim Wasserversorgungsverband Bodenheim. Gleichzeitig wurde das Baugebiet Zornheim-Nord an die Gemeinschaftskläranlage in Mommenheim angeschlossen.
Am 17. Juni 1979 war das neue Friedhofsgelände, das sich an den alten Friedhof anschließt, fertiggestellt. Einige Monate später wurde der erste Weinlehrpfad des Landkreises Mainz-Bingen nördlich der Mommenheimer Straße eingeweiht.
1983 erhielt Zornheim entlang der Hahnheimer Straße eine neue Freisportanlage mit einem Sportlerheim. Im Jahr darauf, 1984, wurde der Partnerschaftsvertrag mit der französischen Partnergemeinde Mareuil-le-Port unterschrieben. In den Jahren 1986 und 1987 wurde das Baugebiet Elfmorgen um einige Straßenzüge erweitert und liegt dem Bebauungsplan „Elfmorgen II“ zugrunde. Hier wurden erstmals Grundstücke nach dem „Zornheimer Modell“ vergeben. Um weiteren Familien den Bau eines eigenen Hauses zu ermöglichen, folgte 1993 eine erneute Erweiterung des Baugebiets Elfmorgen mit dem Bebauungsplan „Elfmorgen III“.

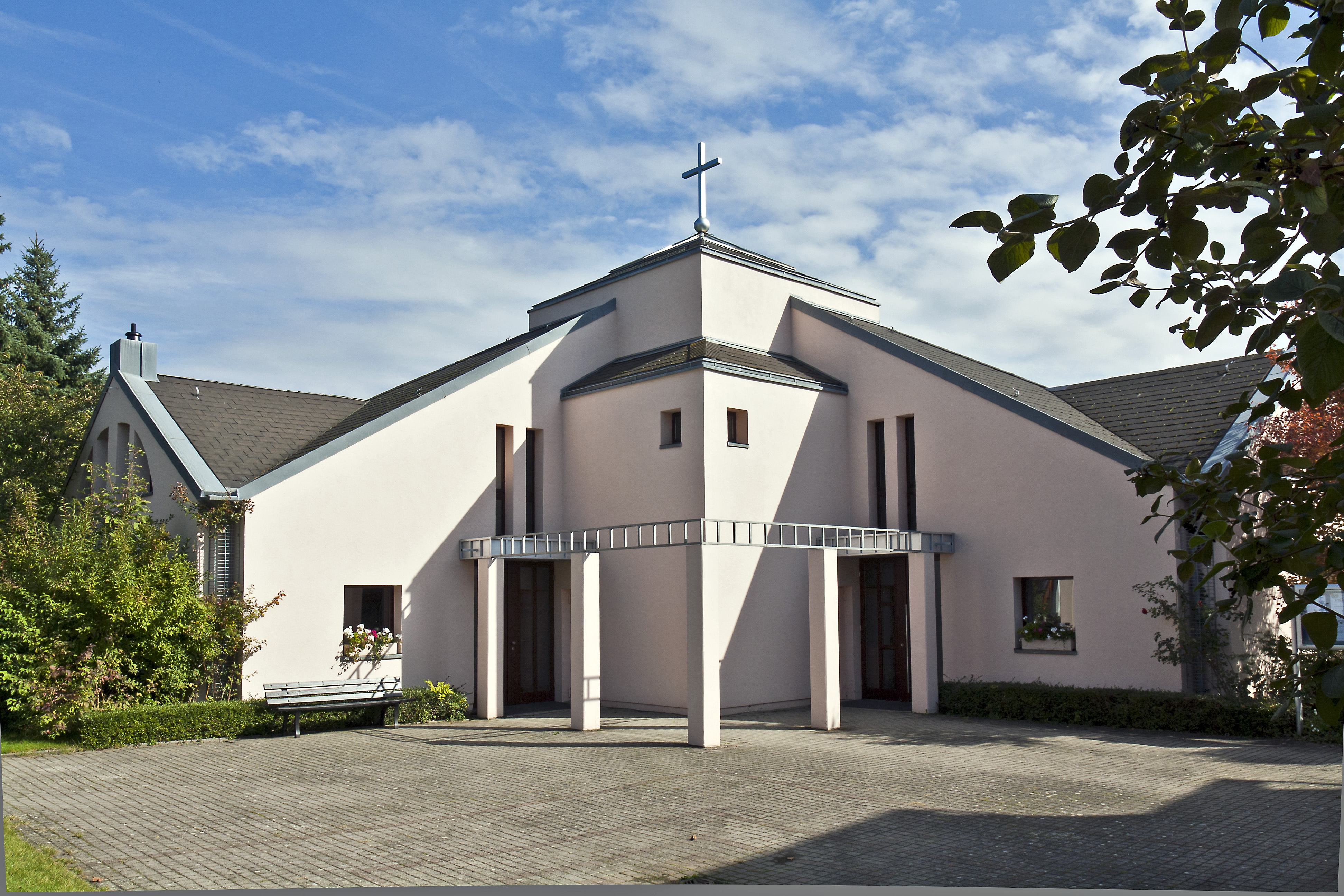
Evangelisches Gemeindezentrum, eingeweiht 1988

Am 4. September 1988 weihte die evangelische Kirchengemeinde ihr Gemeindezentrum an der Nieder-Olmer Straße ein. In den Jahren 1988 bis 1990 wurden Gasleitungen und Breitbandkabel für Kabelfernsehen verlegt. Nach zweijähriger Bauzeit wurde 1991 der neue Gemeindehof Ecke Euleffstraße und Kirschgartenstraße eingeweiht. Er beherbergt die Ortsgemeindeverwaltung mit Ratsaal, einen Weinkeller, die öffentliche Bücherei, einen Jugendraum, einen Seniorenraum sowie eine Poststelle. In einem Teil des 1. Obergeschosses befinden sich Wohnungen.
1990, nach der Wiedervereinigung, wurde die Partnerschaft mit der thüringischen Gemeinde Großrudestedt besiegelt. Im Jahr 1994 wurde die Fassade des alten Rathauses auf dem Marieul-le-Port-Platz neugestaltet und das Gebäude an ein ansässiges Planungsbüro vermietet. Im selben Jahr folgten der Umbau und die Erweiterung der Grundschule sowie des katholischen Kindergartens. Zum 100-jährigen Bestehen der neuen Kirche wurde 1995 die Renovierung des Kirchturmes und der Uhr abgeschlossen. In den folgenden zehn Jahren wurden Decken- und Wandmalereien innerhalb des Kirchenraumes erneuert.
Altbürgermeister Hans-Steib wurde 1995 zum Ehrenbürger der Gemeinde ernannt.
Im Jahr 1996 erfolgte der Spatenstich des Neubaugebiets „Pfortengewann I“. Ein Lebensmittelmarkt und ein Recyclinghof wurden Bestandteil dessen.

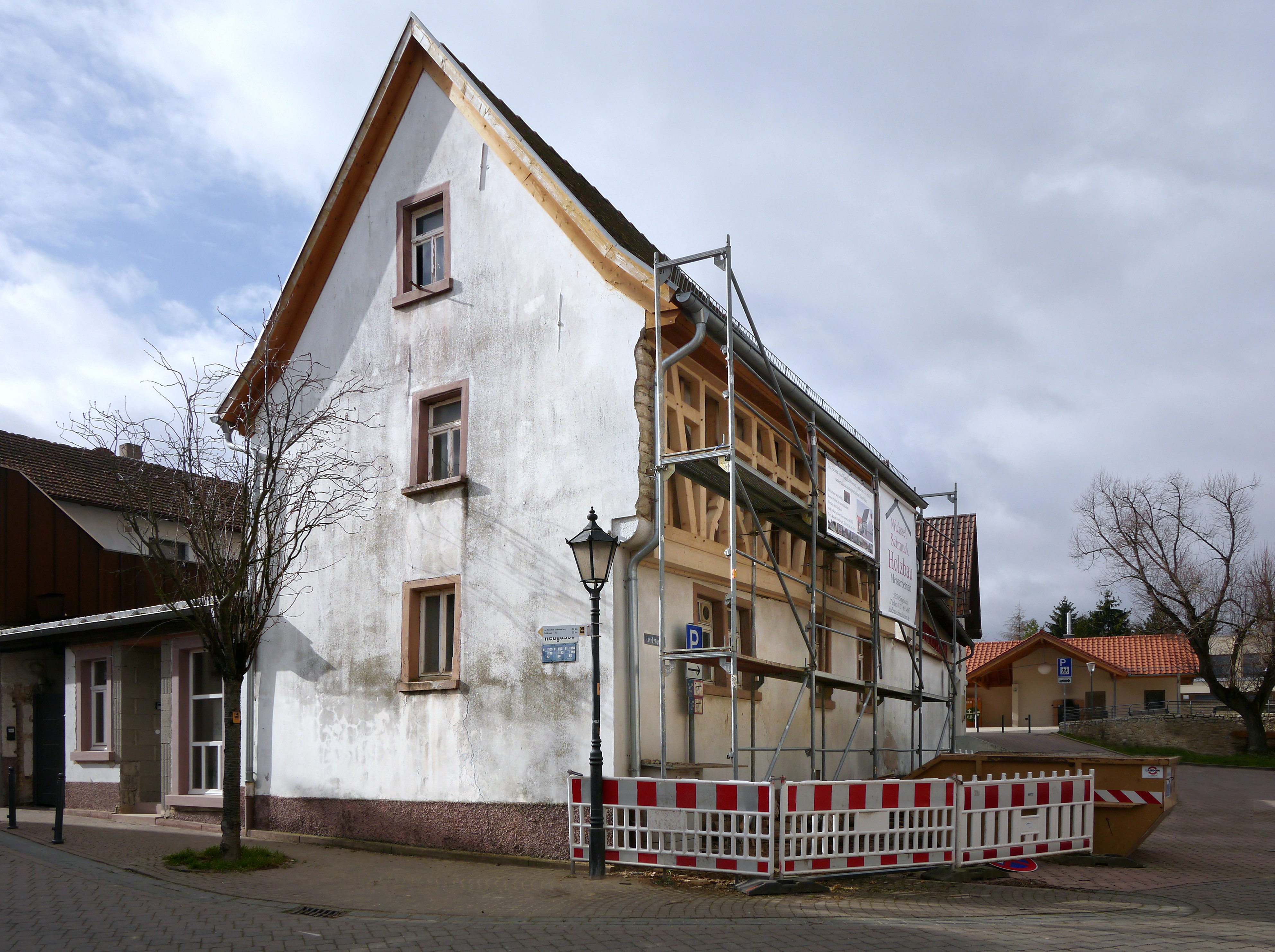
Das Haus Blüm, das älteste Haus von Zornheim wird seit 2016 restauriert

Das neben der Kirche älteste Gebäude des Ortes, das Haus Blüm, wurde 2016 nach einem jahrelangen Leerstand vom Heimat- und Geschichtsverein von Zornheim erworben, um es in Eigeninitiative zu restaurieren. Das denkmalgeschützte Haus wurde vermutlich nach der berüchtigten Pfalzzerstörung (1691/1692) in den letzten Jahren des 17. Jahrhunderts erbaut. Das barocke, traufseitig erschlossene Wohnhaus eines ehemaligen Parallelhofs diente ab Mitte des 19. Jh. bis 1991 als Gasthaus. Nach einer Sanierung soll das Haus Blüm historische Archive beherbergen und als Begegnungsstätte genutzt werden.

## Politik

### Gemeinderat
Der Gemeinderat in Zornheim besteht aus 20 Ratsmitgliedern, die bei der Kommunalwahl am 9. Juni 2024 in einer personalisierten Verhältniswahl gewählt wurden, und dem ehrenamtlichen Ortsbürgermeister als Vorsitzendem.
Die Sitzverteilung im Gemeinderat:
| Wahl | SPD | CDU | FWG | Gesamt   |
| ---- | --- | --- | --- | -------- |
| 2024 | 5   | 10  | 5   | 20 Sitze |
| 2019 | 6   | 10  | 4   | 20 Sitze |
| 2014 | 6   | 10  | 4   | 20 Sitze |
| 2009 | 7   | 9   | 4   | 20 Sitze |
| 2004 | 5   | 12  | 3   | 20 Sitze |

- FWG = Freie Wählergruppe in der Verbandsgemeinde Nieder-Olm

### Bürgermeister
Ralf Jürgen Winter (CDU) wurde am 9. Juli 2024 Ortsbürgermeister von Zornheim. Bei der Direktwahl am 9. Juni 2024 war er als einziger Bewerber mit einem Stimmenanteil von 76,0 % gewählt worden.
Winters Vorgänger war Dennis Diehl (CDU); er wurde bei der Direktwahl 2019 mit 79,06 % der abgegebenen Stimmen ohne Gegenkandidat gewählt. Die Amtseinführung erfolgte am 19. August 2019. Er folgte auf Werner Dahmen (CDU), der 2009 von 65,5 % der Wähler Zornheims und 2014 mit 76,0 % im Amt bestätigt wurde. Dahmen war 2003 zum Nachfolger von Richard Becker (FWG) gewählt worden, der aus privaten Gründen zurücktrat.

### Gemeindepartnerschaften
- Mareuil-le-Port (Frankreich)
- Großrudestedt (Thüringen)

## Kultur und Sehenswürdigkeiten

### Theater
- Theatergruppe Alla Hopp

### Musik
- Männergesangverein 1845 Zornheim
- Gesangverein Sängerbund Zornheim (1911)
- Musikfreunde Zornheim (1972)
- Evangelischer Kirchenchor (1976)
- CHORisma – ehem. Singkreis – (1991)

### Bauwerke
- Katholische Kirche St. Bartholomäus

### Sport
- Turn- und Sportverein Zornheim (1895)
- Tennisclub Zornheim (1975)
- Wanderfreunde 2002 Zornheim Laaf mit!

### Ortsvereine und Gruppierungen
- Freiwillige Feuerwehr Zornheim (1887)
- Carneval-Verein Zornheim (1931)
- Landfrauenverein (1958)
- Bauernverein
- Seniorenclub Zornheim (1976)
- Katholische Landjugendbewegung -KLJB- (1984)
- Generationengemeinschaft e. V.
- Heimat- und Geschichtsverein Zornheim e. V.[16]

## Wirtschaft und Infrastruktur

### Weinbau
Zornheim liegt im Bereich Nierstein des Weinbaugebiets Rheinhessen. Seine Großlage Gutes Domtal umfasst die Weinbergslagen: Mönchbäumchen, Pilgerweg, Dachgewann, Guldenmorgen und Vogelsang.

### Bildung
- Grundschule Zornheim

### Verkehr
Der nächste Zugang zur Autobahn ist die in ca. 4 km Entfernung gelegene Auffahrt Saulheim an der A63, der nächste Bahnhof ist Nieder-Olm an der Bahnstrecke Alzey–Mainz. Mit den Buslinien 66 und 67 der Mainzer Verkehrsgesellschaft besteht eine direkte Verbindung an den Mainzer Hauptbahnhof und die Innenstadt. Die KRN-Buslinie 640 verbindet Zornheim zudem täglich regelmäßig mit Nieder-Olm, Oppenheim und der Kreisstadt Ingelheim am Rhein.

## Persönlichkeiten

### Ehrenbürger
- 2019: Peter Eugen Eckes (1939–2023), Unternehmer und Mäzen, „in Würdigung der herausragenden Verdienste für das Wohl der Bürger und Gemeinde“[19][20]

### In Zornheim geboren
- Gerhard Kneib (* 1941), deutscher Politiker (CDU), Landtagsabgeordneter 1975–1996, Ökonomierat
- Wolfgang Kneib (* 1952), ehemaliger deutscher Fußballtorwart

### Mit Zornheim verbunden
- Johann V. Jordans († 1666), Abt des Klosters Limburg
- Helmut Neubach (1933–2019), deutscher Historiker
- Günter Mayer (1936–2004), deutscher evangelischer Theologe
- Axel Lorig (* 1950), Ministerialrat a. D., Honorarprofessor der Hochschule Mainz
- Hubert Neumann (* 1963), deutscher Historiker und Autor, in Zornheim aufgewachsen
- Horst Scheffler (* 1945), deutsche evangelischer Theologe, lebt seit 1998 in Zornheim